# Шкулов, Александр Николаевич
Александр Николаевич Шкулов (1 мая 1926, Павлодарская область — 28 марта 2011, Новосибирск) — директор ПО «Вега», Герой Социалистического Труда.

## Биография
В 1942—1944 работал на буровой. В 1944—1950 служил в РККА, участник войны с Японией.
С 1953 года после окончания Новосибирского техникума точной механики и оптики (НТТМиО) работал на Новосибирском приборостроительном заводе техником, инженером-конструктором и зам. начальника цеха. В 1957—1960 старший инженер Новосибирского совнархоза.
С 1960 по 1973 и с 1976 по 1986 год — на Бердском электромеханическом заводе (Бердский радиозавод, с 1985 ПО «Вега»): начальник производства, зам. главного инженера по новой технике, с 1965 г. директор. Заочно окончил институт народного хозяйства (1965).
В 1973—1976 начальник Управления снабжения Сибирского отделения Академии Наук СССР.
Избирался делегатом 24-го съезда КПСС.
С 1986 г. на пенсии.

## Награды
Награждён двумя орденами Ленина, орденом Октябрьской Революции, 12 медалями. В 1985 году присвоено звание Героя Социалистического Труда.
Почётный гражданин Бердска (1999).